# رگرسیون ترتیبی
در آمار، رگرسیون ترتیبی (به انگلیسی: Ordinal regression)، که به آن دسته‌بندی ترتیبی نیز می‌گویند، نوعی تحلیل رگرسیونی است که برای پیش‌بینی یک متغیر ترتیبی استفاده می‌شود، یعنی متغیری که مقدار آن در مقیاس دلخواه وجود دارد که فقط ترتیب نسبی بین مقادیر مختلف معنی‌دار است. می‌توان آن را یک مشکل میانی بین رگرسیون و دسته‌بندی در نظر گرفت. نمونه‌هایی از رگرسیون ترتیبی عبارتند از لاجیت ترتیبی و پروبیت ترتیبی. رگرسیون ترتیبی اغلب در علوم اجتماعی دیده می‌شود، برای مثال در مدل‌سازی سطوح ترجیحات انسانی (مثلاً در مقیاسی از مثلاً ۱–۵ برای «بسیار ضعیف» تا «عالی»)، و همچنین در بازیابی اطلاعات. در یادگیری ماشینی، رگرسیون ترتیبی را می‌توان یادگیری رتبه‌بندی نیز نامید.